# ناحوم غوتمان

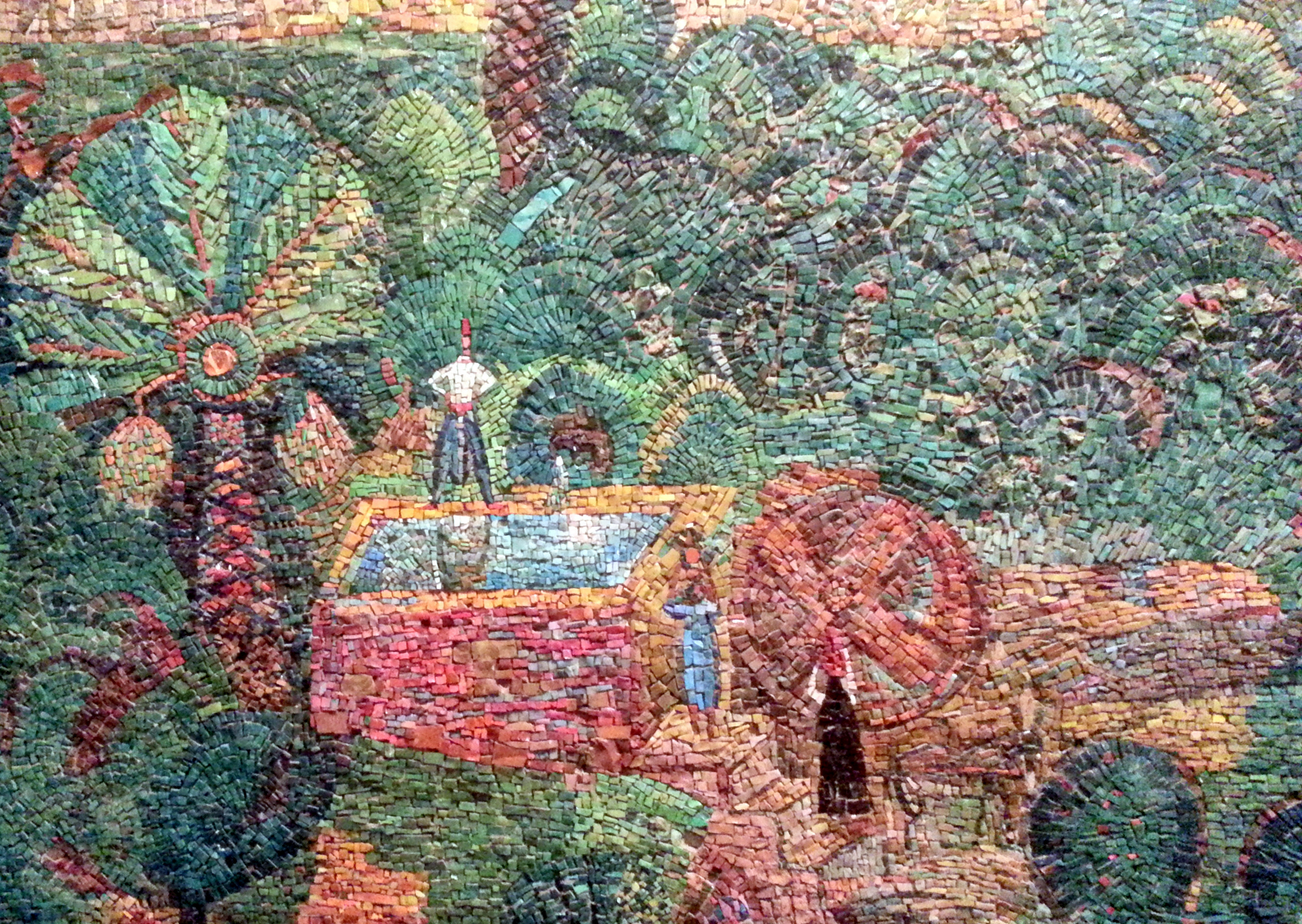
جدار الفسيفساء (لناحوم غوتمان) في برج شالوم مائير، القائم في المكان القديم لمدرسة هرتسليا العبرية؛ ويحتوي تفاصيل توضح البساتين ونافورة الساقية خارج يافا القديمة

ناحوم غوتمان (بالعبرية: נחום גוטמן‏) (5 أكتوبر 1989 – 28 نوفمبر 1980) رسام ونحات ومؤلف إسرائيلي.
حصل على جائزة إسرائيل في عام 1978 في أدب الأطفال.

## حياته
ولد ناحوم غوتمان في تيلينيشتي في محافظة بيسارابيا (التي كانت جزءا من الإمبراطورية الروسية وتقع حاليا في  مولدوفا). في عام 1903، انتقلت العائلة إلى أوديسا، وبعد ذلك بعامين، انتقلت إلى فلسطين العثمانية. في عام 1908، التحق غوتمان بثانوية هرتسليا العبري في ما أصبح لاحقًا مدينة تل أبيب. في عام 1912 درس في أكاديمية بتسلئيل في القدس. وفي الفترة من 1920 - 1926 درس الفن في فيينا وبرلين وباريس.

## عمله الفني

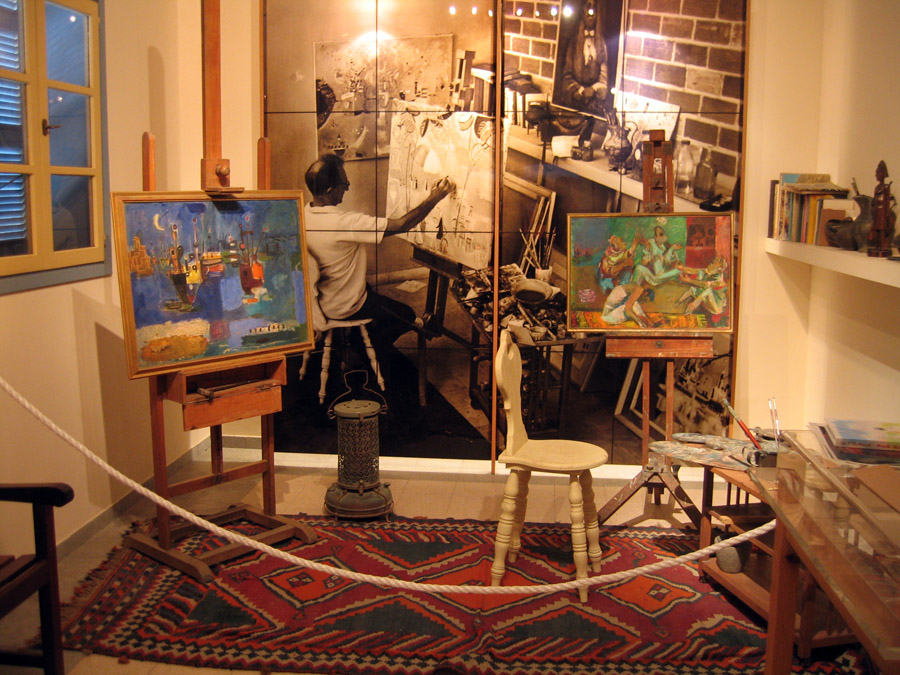
ستوديو غوتمان، متحف ناحوم غوتمان للفنون

عمل غوتمان على خلق أسلوب فني إسرائيلي مميز، بعيداً عن التأثيرات الأوروبية السائدة. وأنتج أعمالا فنية مستخدما الوسائط المختلفة، مثل الألوان الزيتية والمائية والجواش والقلم العادي وقلم الحبر.
يمكن رؤية منحوتاته وفسيفساءه ذات الألوان الزاهية في الأماكن العامة في كافة أرجاء تل أبيب. يمكن رؤية الجداريات الداخلية التي تصور تاريخ تل أبيب في الجناح الغربي لبرج شالوم ومبنى الحاخامية الرئيسية.
من أشهر أعماله: نافورة مزينة بالفسيفساء بها مشاهد من الأيام الأولى لتأسيس مدينة تل أبيب وقصص توراتية مرتبطة بيافا (ونقشت 3 آيات من التوراة: إرميا 31: 4، أخبار الأيام الثاني 2:16، يونان 1: 3)، وصمدت تلك النافورة لمدة 32 عامًا في نهاية شارع بياليك، مقابل مبنى بلدية تل أبيب القديم. في عام 2012، أعيد تركيب هذه النافورة الفسيفسائية في الطرف الجنوبي من شارع روتشيلد.
كان أسلوب غوتمان الفني انتقائيًا، بدءًا من التصويرية إلى التجريدية. كما كان أيضًا كاتبًا ورسامًا معروفًا لكتب الأطفال.

## جوائز وتقدير

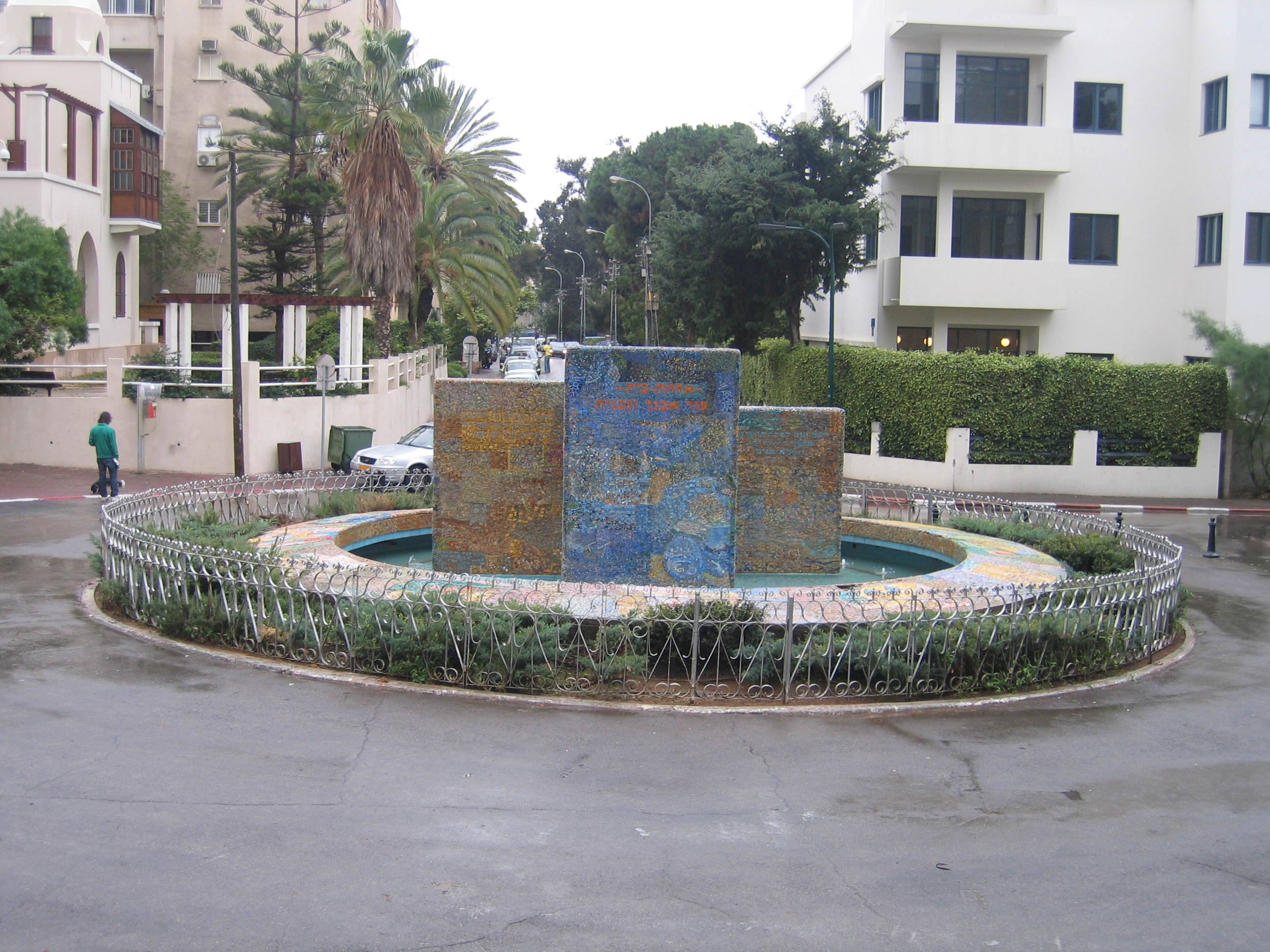
الجانب الخلفي لنافورة الفسيفساء التي صممها غوتمان في موقعها الأصلي (1976-2008) في ساحة بياليك في تل أبيب

حصل غوتمان على العديد من الجوائز الفنية والأدبية:
- 1938: جائزة ديزنغوف للرسم (1956 أيضًا) [14]
- 1946: جائزة لمدان لأدب الأطفال
- 1955: جائزة صقلية للرسم بالألوان المائية في بينالي ساو باولو
- 1956: جائزة ديزنغوف للرسم (1938 أيضًا) [14]
- 1962: جائزة هانز كريستيان أندرسن الأدبية عن اليونسكو عن كتابه «ممر قشور البرتقال».
- 1964: جائزة ياتسيف
- 1969: جائزة فيشمان للأدب والفن
- 1974: دكتوراه فخرية في الفلسفة من جامعة تل أبيب
- 1976: المواطن الفخري لـ تل أبيب
- 1978: جائزة إسرائيل لأدب الأطفال [8]

تم إنشاء متحف ناحوم غوتمان الذي يعرض أعمال الفنان، في حي نيفي تسيديك في تل أبيب.

## أعماله في الأماكن العامة
- 1961 جدار من الفسيفساء في مبنى الحاخامية الرئيسية في تل أبيب
- 1966 جدار من الفسيفساء تخليدا لذكرى ثانوية هرتسليا العبرية في برج شالوم في تل أبيب
- 1976 تاريخ يافا وتل أبيب، نافورة مزينة بالفسيفساء، في البداية في ساحة بياليك، والآن في الطرف الجنوبي من شارع روتشيلد في تل أبيب
- ممر قشور البرتقال: مغامرات في الأيام الأولى لتل أبيب 1979
- «سبع مطاحن ومحطة أخرى» 1956
- «في أرض لوبنغولو ملك الزولو»، 1940